# Mara Mareș
Mara Mareș (n. 5 iunie 1992, Făgăraș, Brașov, România) este un deputat român, ales în 2016 pe listele Partidului Național Liberal, în circumscripția electorală nr. 8 Brașov. Mara Mareș este cel mai tânăr deputat din legislatura 2016-2020. 
Este membră în doua comisii permanente ale Camerei Deputaților: Comisia pentru învățământ, știință, tineret și sport și Comisia pentru egalitatea de șanse pentru femei și bărbați, unde ocupa poziția de secretar. Este membră al Delegației Parlamentului României la Adunarea Parlamentară a Mediteranei, vicepreședinte al Grupului parlamentar de prietenie cu India, membru al Grupului parlamentar de prietenie cu Republica Costa Rica, membru al Grupului parlamentar de prietenie cu Regatul Țărilor de Jos (Olanda) și Grupului parlamentar de prietenie cu Regatul Belgiei.
Mara Mareș are doua cabinete parlamentare: primul este situat în Brașov, pe Str. Lungă, Nr. 12, cel de-al doilea este situat în Făgăraș, pe Str. Republicii, Nr. 6.